# Palazzo Isnello
Il Palazzo Isnello, conosciuto anche come Palazzo Termine d'Isnello o Palazzo Sant'Antimo al Cassaro, è un edificio del XVIII secolo, situato tra il Cassaro e piazza Borsa, sul limite nord del mandamento Kalsa, a Palermo.
Il monumento è di notevole interesse architettonico, artistico e storico: la facciata post-barocca del 1750 precorre il neoclassicismo; al suo interno si trova l'Apoteosi di Palermo, capolavoro della pittura rococò siciliana e una delle otto rappresentazioni iconiche del Genio di Palermo.
Nel XIX secolo vi abitava Michele Amari.

## Storia
Nel XVI secolo Paolo Ferreri, barone di Pettineo, fece erigere il primo nucleo del palazzo.
Dal 1748 il palazzo risulta proprietà di Vincenzo Termine, conte di Isnello e principe di Baucina, che ne commissiona l'ampliamento ad un architetto ignoto.
La costruzione, incorporando sei edifici medievali preesistenti di cui rimangono tracce, fu completata nel 1750. Nel 1760 vennero realizzati gli affreschi del piano nobile, opere di Vito D'Anna e Francesco Sozzi.
L'architetto francese Léon Dufourny, che visse a Palermo tra il 1789 e il 1793, ha documentato nel suo diario che in quegli anni il palazzo versava in cattive condizioni.
Nel XIX secolo Palazzo Isnello divenne proprietà, per linea di successione, di Vincenzo Ruffo Filangieri, principe di Sant'Antimo.
Nello stesso secolo visse nel palazzo lo storico e arabista Michele Amari, fin quando, nel 1843, dopo aver espresso le sue idee autonomiste e rivoluzionarie nel saggio La Guerra del Vespro Siciliano, sgradito al governo borbonico del Regno delle Due Sicilie, fu costretto all'esilio in Francia.
Nel 1890 vennero edificati dei magazzini all'interno del cortile.

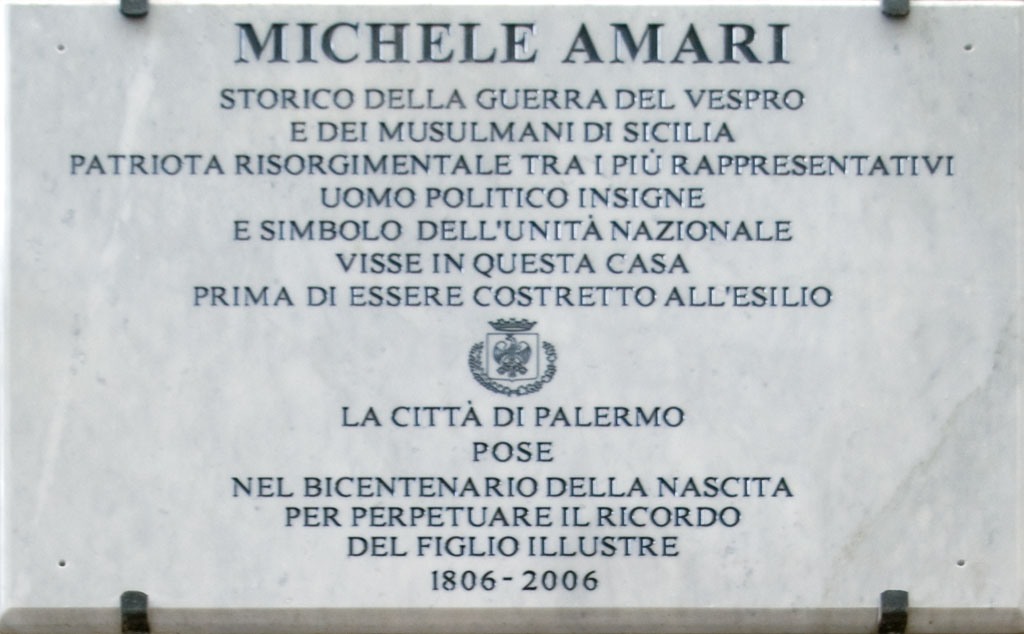
Targa in memoria di Michele Amari.

Nel 1929 la famiglia Napolitano divenne proprietaria del palazzo. Ne seguì una radicale ristrutturazione: venne smantellato lo scalone monumentale per far posto a un nuovo corpo di fabbrica e ad una scala di tipo condominiale che restrinsero la superficie del cortile delle carrozze.
Il portale d'ingresso sul Cassaro venne occluso e l'accesso principale venne trasferito su via Isnello, da dove si accedeva alle scuderie.
Nel 1943, durante l'invasione della Sicilia, la città di Palermo fu bombardata dall'aviazione statunitense e il palazzo venne danneggiato. I danni subiti vennero riparati nel dopoguerra.
Nel 1981, con la morte di Carla Cosentino Napolitano, la proprietà venne divisa tra gli eredi. Successivamente la famiglia De Nola divenne proprietaria del piano nobile.
Dopo il terremoto del 7 settembre 2002, a causa dei danni subiti, l'edificio è stato sottoposto a lavori di consolidamento strutturale.
Il 28 marzo 2007, per il bicentenario della nascita di Michele Amari (2006), la città di Palermo ha posto una targa commemorativa sulla facciata di via Isnello.
Per essere stato il luogo cui visse Michele Amari, nel 2009 Palazzo Isnello è stato inserito dalla Regione siciliana nella Carta regionale dei luoghi dell'identità e della memoria (8410/2009).
Per il valore artistico e storico, l'edificio è soggetto ai vincoli del patrimonio culturale siciliano.

## Architettura
La facciata principale di Palazzo Isnello è sul Cassaro, antica via di Palermo e fronte nord del mandamento Kalsa. La facciata sud è su Piazza Borsa e Piazzetta Visita Poveri. L'isolato è affiancato da due piccole vie: via Isnello e via Visita Poveri, che collegano il Cassaro con il quartiere fieravecchia e il borgo medievale dei Lattarini.
Progettata in stile post-barocco siciliano da architetto ignoto, la facciata sul Cassaro (1750) presenta elementi che anticipano l'architettura neoclassica, ed è impostata su tre ordini. Il piano nobile è attraversato da una balconata unica, con sette aperture dai frontoni triangolari e curvilinei, sormontati dagli abbaini del secondo ammezzato.
Al centro del prospetto, tra due colonne tuscaniche monolitiche in marmo africano, si apriva il portale, occluso dalla famiglia Napolitano nel XX secolo per far posto ad un esercizio commerciale. L'accesso apriva sul cortile, in cui si trovava lo scalone d'onore, anch'esso soppresso nel Novecento.
Il portale è sormontato da un architrave fregiato da triglifi e metope, con foglie d'acanto e mascheroni leonini. Al centro dell'architrave campeggiano gli stemmi dei Licata e dei Ruffo di Calabria.
Delle altre due colonne monolitiche poste nel cortile ne rimane visibile una, l'altra è stata inglobata nel corpo di fabbrica aggiunto nel XX secolo.

## Decorazioni

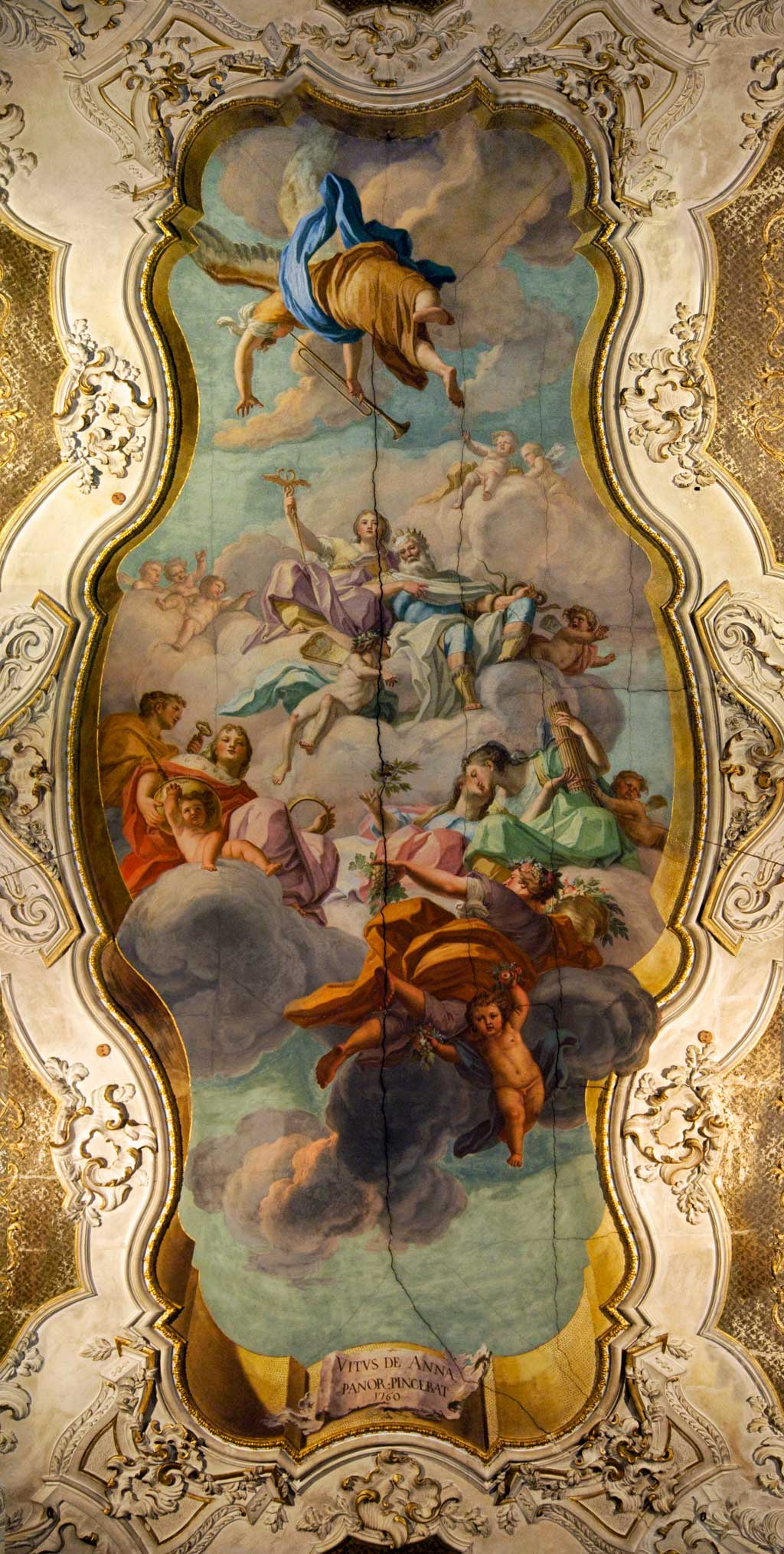
Vito D'Anna, Apoteosi di Palermo, 1760.

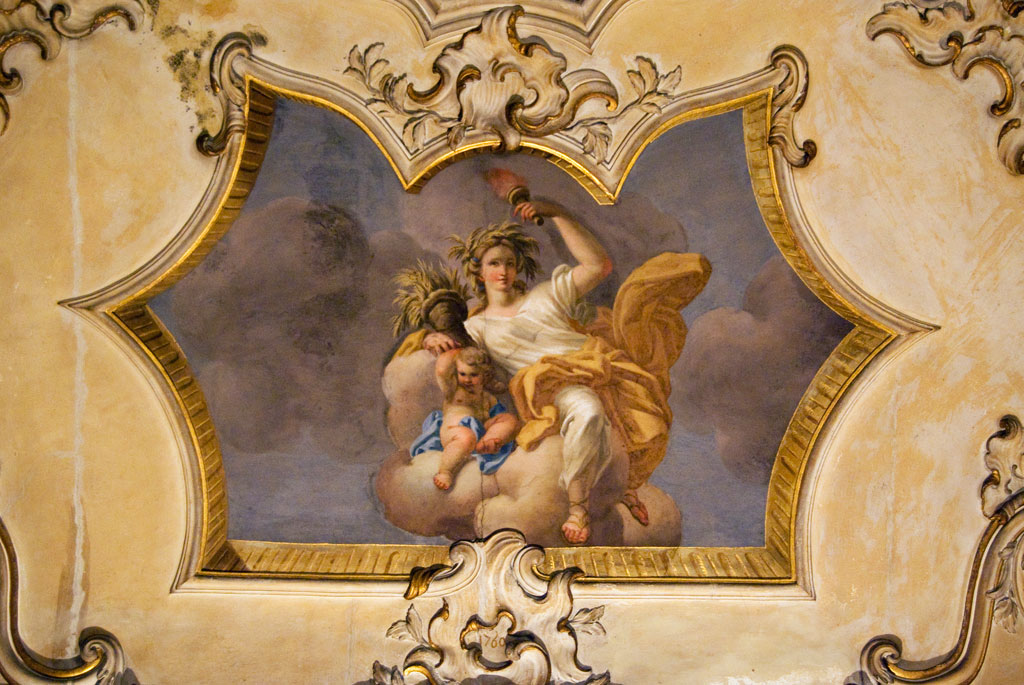
Francesco Sozzi, lEstate, 1760.

Le volte dei due saloni e dei vari salottini del piano nobile sono decorate con affreschi, stucchi dorati, e porcellane policrome rococò.
Gli affreschi, datati 1760, sono di Vito D'Anna e Francesco Sozzi. I quadri sovrapporta, del XVII e XVIII secolo, sono di autori ignoti.
Nel salotto che originariamente era d'ingresso al piano nobile, si trova un affresco della scuola di D'Anna, in cui è dipinta una figura femminile che regge lo stemma dei Termine.
Nel grande salone da ballo si trova l'Apoteosi di Palermo, considerato uno dei capolavori di Vito D'Anna e della pittura siciliana del XVIII secolo.
L'affresco è un'allegoria trionfale di Palermo, con al centro il Genio di Palermo, antico nume tutelare della città.
L'opera è una delle otto rappresentazioni monumentali del genius loci palermitano, e tra queste è l'unica in forma di dipinto.
Sul soffitto di un salotto attiguo al salone da ballo si trova un affresco con Santa Rosalia, patrona di Palermo. L'opera è stata ritoccata alla fine del XIX secolo alla maniera del puntinismo.
Sulla volta del Salone delle Quattro Stagioni è dipinto il ciclo di affreschi allegorici Le Quattro Stagioni di Francesco Sozzi, racchiusi in cornici a forma di ala di farfalla, soluzione decorativa adottata per la prima volta a Palazzo Isnello.
Altri salottini hanno i soffitti decorati con stucchi rocaille e porcellane policrome in motivi floreali e zoomorfi.